# Оберзилцен
Оберзилцен (њем. Obersülzen) општина је у њемачкој савезној држави Рајна-Палатинат. Једно је од 48 општинских средишта округа Бад Диркхајм. Према процјени из 2010. у општини је живјело 612 становника. Посједује регионалну шифру (AGS) 7332040.

## Географски и демографски подаци
Оберзилцен се налази у савезној држави Рајна-Палатинат у округу Бад Диркхајм. Општина се налази на надморској висини од 158 метара. Површина општине износи 3,5 km². У самом мјесту је, према процјени из 2010. године, живјело 612 становника. Просјечна густина становништва износи 174 становника/km².